# Raz-de-marée de la Toussaint en 2006
Le raz de marée de la Toussaint de 2006 était une onde de tempête du 31 octobre au 1er novembre 2006 aux Pays-Bas du Nord et en Allemagne qui était une des pires tempête depuis 1990.

## Histoire

### Aux Pays-Bas
À Delfzijl le niveau d'eau atteint 4,83 m au-dessus du niveau normal d'Amsterdam, le plus haut niveau connu de tous les temps. Pour mémoire le précédent record était de 4,63 m il datait de 1825 et avait fait plus de 800 morts.
Si le plan Delta ainsi que les consolidations de digues n'avaient pas été réalisés, les pertes auraient été catastrophiques, il y eut tout de même de nombreux dégâts, des pertes d'animaux en particulier, bien que beaucoup furent aidés par des opérations de sauvetage. Aucun mort ne fut à déplorer.

### En Allemagne
Dans ce pays ce fut la plus importante tempête depuis 1906.
Le port de Hambourg a subi des dégâts importants. Un navire à quai s'est détaché.

### En mer du Nord
La plate-forme pétrolière norvégienne « Bredford Dolphin » s'est détachée de son remorqueur.